# Il vetturale del San Gottardo
Il vetturale del San Gottardo è un film del 1941 diretto a quattro mani da Hans Hinrich ed Ivo Illuminati (al suo ultimo film).

## Trama
Stanno per iniziare i lavori del traforo sul monte San Gottardo ma l'ingegnere che deve dirigere i lavori deve fronteggiare l'ostilità dei montanari e il boicottaggio architettato da un rivale che riesce a corrompere un suo collaboratore finito tra le grinfie di una maliarda.
Sarà proprio lui, pentito per il suo tradimento, a completare l'opera dopo che l'ingegnere muore a causa di un sabotaggio organizzato dal rivale.

## Distribuzione
Il film fu distribuito nelle sale cinematografiche italiane il 23 ottobre 1941.